# Опсада Смоленска (1609—1611)
Опсада Смоленска (1609—1611) била је део Времена смутње и Пољско-руског рата (1605—1618).

## Увод
Током Времена Смутње, Пољско-Литванска унија војно је подржала Лажног Димитрија (1605—1606) и Тушинског Разбојника (1607—1610). Инвазија двојице узурпатора био приватни подухват неколицине пољских и литванских великаша, који су деловали независно (или чак противно) од краља и Сејма: Лажног Димитрија подржао је сандомирски војвода Ђорђе Мнишек, док су Тушинског Разбојника подржале приватне војске кнеза Романа Рожинског и Јана Сапјехе.
Политичка ситуација изменила се у пролеће 1609, када је цар Василије Шујски склопио савез са Карлом IX, личним непријатељем краља Жигмунда, и то у току Пољско-шведског рата (1600—1611). Шведска интервенција у Русији (1609—1610) довела је до отвореног рата са Пољском.

## Опсада
Крајем септембра 1609. војска краља Жигмунда опсела је Смоленск. Планови краља Жигмунда били су далекосежни: уједињење Пољске и Русије и превођење Руса у католицизам. Међутим, град се упорно бранио, под вођством дотле непознатог војводе Михаила Шејина. Руски ратници, који су у току Времена Смутње претходних година изгубили небројене битке, показали су изненађујућу упорност и неустрашивост у одбрани својих домова, жена и деце.

### Пораз Тушинаца
Парадоксално, опсада Смоленска олакшала је положај цара Василија, пошто је довела до повлачења већине пољских савезника Тушинског Разбојника под Смоленск. Тако је у пролеће 1610. растурен Тушински логор и прекинута опсада Москве, захваљујући шведским најамницима које је предводио Михаил Скопин-Шујски.

### Битка код Клушина
Повлачење Тушинаца од Москве ослободило је главнину руске војске да крене у помоћ Смоленску, али је ова помоћна војска јуна 1610. потучена код Клушина, што је довело до збацивања цара Василија (27. јула 1610.) од стране Бољарске думе ( "Седморица бољара") и предаје Москве (21. септембра 1610). У Москви је остао пољски гарнизон од 3.000 људи.

### Преговори
У јесен 1610. у логору под Смоленском краљ Жигмунд је примио заробљенога цара Василија и делегацију Бољарске думе, предвођену патријархом Филаретом, која је у страху од Лажног Димитрија II понудила царство краљевићу Владиславу. Краљ Жигмунд захтевао је круну за себе, и преговори су пропали због његове познате нетрпељивости према православљу. Руска делегација је затворена и рат је настављен, а Русија је све до 1613. била без владара.
Сам против свих, Смоленск се одржао још годину дана и предао се тек 3. јуна 1611. након 20 месеци опсаде.

## Последице
Миром у Деулину 1618. Смоленск је остао под влашћу Пољске, све до Пољско-руског рата (1654—1667).